# René Terrasson
Pour les articles homonymes, voir Terrasson.
Répertoire
Pelléas et Mélisande 
Dialogues des carmélites 
Turandot 
Les Noces de Figaro 
Carmen 
Werther
Scènes principales
Centre dramatique de Bourgogne 
Théâtre des Arts de Rouen 
Opéra de Nantes 
Opéra du Rhin 
Opéra central de Pékin
René Terrasson, né le 19 mai 1924 à Valence et mort le 9 décembre 2011 à Colombes,  est un artiste lyrique (basse), directeur d'opéra, metteur en scène, scénographe et décorateur français.

## Biographie
Fils de cheminot, René Terrasson fait ses études au collège Saint-Joseph. Il obtient un diplôme privé d’ingénieur technique avant de se tourner vers le chant. Il étudie au conservatoire de musique de Dijon et devient artiste lyrique (basse) de 1945 à 1967. Il est le père du photographe Pierre Terrasson.
Il commence sa carrière de chanteur à l’opéra de Mulhouse en 1946. Il participe en 1948 à la fondation du Centre dramatique de Bourgogne, et devient metteur en scène d'opéra et décorateur à partir de 1968.
Directeur de la scène du Théâtre des Arts de Rouen de 1971 à 1972, il dirige de l'Opéra de Nantes à partir de 1973. En 1980, il succède à Alain Lombard à la tête de l'Opéra du Rhin.

### Carmen à Pékin
En janvier 1982, René Terrasson est le premier metteur en scène mondial invité en Chine avec Jacqueline Brumaire et Jean Périsson pour la création de Carmen en langue chinoise au théâtre du Pont du Ciel, l’opéra central de Pékin. La répétition générale a lieu en présence de Deng Xiaoping qui autorise les représentations , « ce qui se révèle un événement d’une importance considérable en matière d’ouverture de la Chine sur l’étranger ». Le spectacle est repris à Pékin en 2000, pour célébrer le 125e anniversaire de la mort de Georges Bizet.

## Principales créations
- Sire Halewyn, opéra composé par Ivan Semenoff-Kogan (né à Paris le 7 juin 1917 - mort à Paris le 14 juin 1972) compositeur et chef d' orchestre français, d'origine russe,
- I 330, (1975) opéra de science fiction (sur un livret de Jean Goury, d’après un roman Nous autres de Ievgueni Zamiatine) (création, Opéra de Nantes, 1975), composé par Jacques Bondon, né à Boulbon (Bouches-du-Rhône) le 6 décembre 1927 et mort le 2 avril 2008 à Coulommiers (Seine-et-Marne), compositeur français,
- Les Traverses du temps, opéra composé en 1979 par Jean Prodromidès, compositeur de musique français né le 3 juillet 1927 à Neuilly-sur-Seine et mort le 17 mars 2016,
- HH Ulysse, opéra composé en 1984 par Jean Prodromidès,
- Pauvre assassin, opéra en 2 actes composé en 1987 par la compositrice française Graciane Finzi, professeur au Conservatoire national de musique de Paris, livret de Henry Christophe, d'après la pièce éponyme de Pavel Kohout.

## Principales réalisations
- Pelléas et Mélisande au festival de Glyndebourne,
- Dialogues des carmélites au Festival de France, Paris, Théâtre des Champs-Élysées,
- Turandot, pour le 100e anniversaire de l’Opéra-Garnier de Monte-Carlo, 1979,
- Les Noces de Figaro au festival d'Athènes, 1976,
- Carmen à l’opéra central de Pékin, 1982,
- Carmen aux Chorégies d'Orange, 1984,
- Werther à l’occasion du Sommet culturel franco-allemand à Francfort, 1986.

## Publications
- Pelléas et Mélisande ou l’initiation (1983),  (ISBN 978-2903846107)
- Roméo et Juliette, version originale reconstituée (1984),
- Le Testament philosophique de Mozart, Editions Dervy, 1996.  (ISBN 2844543995).

## Décorations
- Officier de la Légion d’honneur (2002)[10],
- Commandeur de l'ordre du Mérite de la République fédérale d'Allemagne[4].

## Distinctions
- Médaille Beaumarchais (1977)[4],
- Orphée d’or de l’Académie du disque lyrique pour Bataclan (1967) et Mârouf, savetier du Caire (1977)[4],
- Prix de la meilleure mise-en-scène lyrique pour Carmen (1977) et les Noces de Figaro (1978)[4].